# Sint-Hubertusabdij

Wapen van de abdij

De Sint-Hubertusabdij (ook Abbaye de Saint-Pierre en Ardenne) is een voormalige benedictijnenabdij in de Belgische stad Saint-Hubert (provincie Luxemburg). De abdij was een van de grootste en rijkste van het huidige België en werd afgeschaft in 1796 na de komst van de Fransen.

## Ontstaan
De abdij werd in 687 gesticht door kanunniken onder leiding van Beregise, almoezenier aan het hof van Pepijn II. Gekozen werd voor gunstige ligging op een plateau van 430 m hoogte bij een beek met de naam Andange. In 817 ging de kloostergemeenschap, die in verval was, op last van de bisschop van Luik Waltcaudus over in handen van de benedictijnen. Op 30 september 825 werd het lichaam van de heilige Hubertus vanuit Luik naar Andage overgebracht. De plaats ontwikkelde zich al snel tot bedevaartsoord en ging weldra Saint-Hubert heten. Rond de abdij vormde zich een agglomeratie met landbouwers maar ook leerbewerkers, schoenmakers, herbergiers, kooplui en smeden. Deze kern telde maximaal 4.000 bewoners. Op kerkelijk gebied hing de abdij af van het bisdom Luik. Maar politiek was het grondgebied van de abdij, met een veertigtal dorpen, een twistappel tussen de hertogdommen Luxemburg en Bouillon en het prinsbisdom Luik, en later de Nederlanden, Luik en Frankrijk.

## Verwoesting van 1568
Tijdens Oranjes eerste invasie werden de abdij en het dorp Saint-Hubert op 15 oktober 1568 geplunderd en platgebrand door het oprukkende hugenotenleger van Jean de Hangest. De monniken keerden het volgende jaar terug, maar ze verkochten het schrijn van Sint-Hubertus, wat erop lijkt te wijzen dat hun voornaamste reliek verloren was gegaan. Toch tastte dit het succes van het bedevaartsoord niet aan.

## Werking

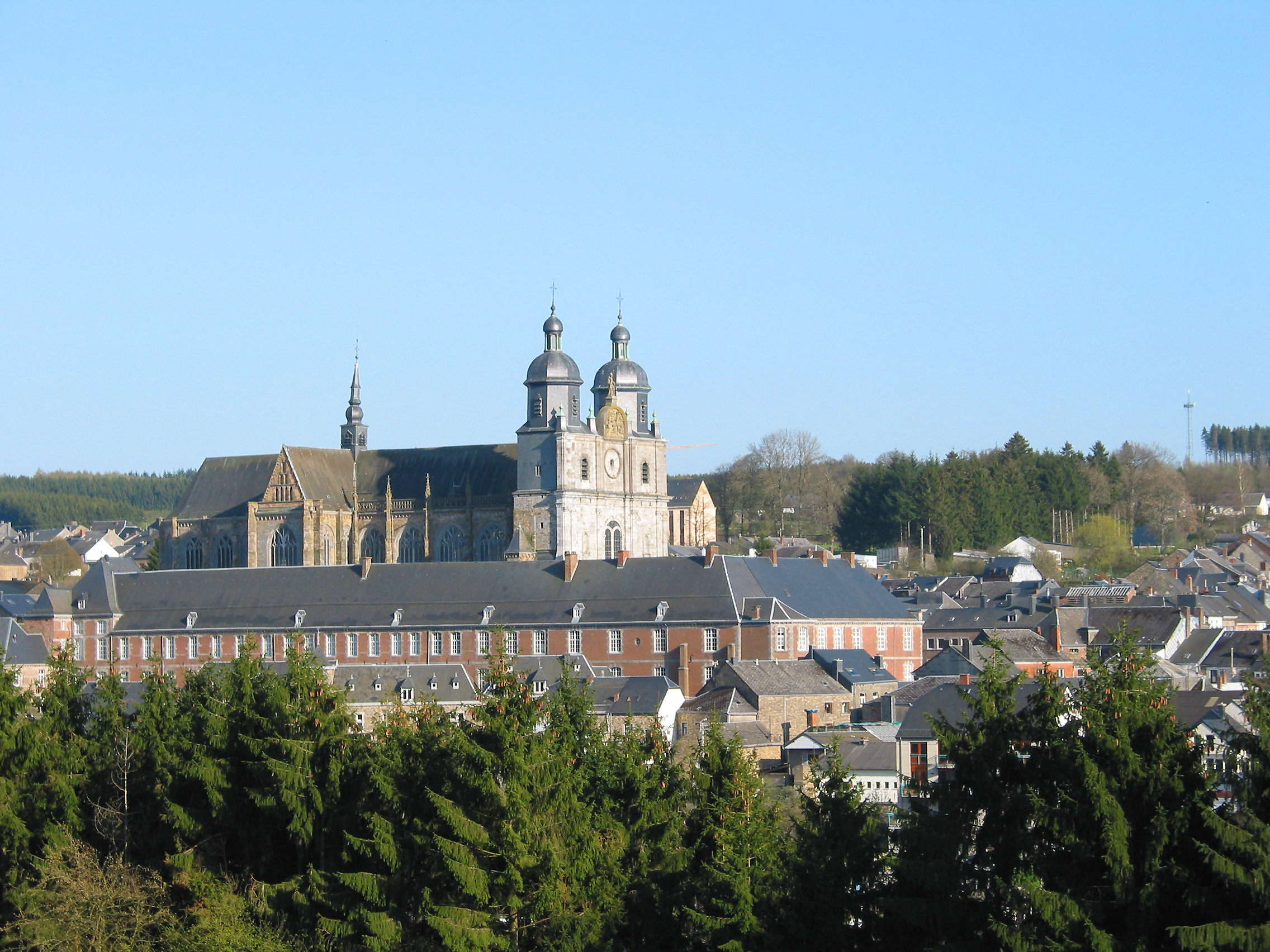
De basiliek met de abdij

Grondplan van de resterende gebouwen

De archieven van de abdij gaan terug tot 1619. In de 17e en 18e eeuw woonden er tussen 35 en 40 priesters in de abdij. Daarnaast telde de abdij enkele tientallen conversen (lekenbroeders) en knechten. Samen met gasten, zieken en armen die werden onderhouden telde de abdij zo'n 100 bewoners. De meerderheid van de monniken was afkomstig uit de omliggende streken. De abdij kende talrijke interne twisten. Onder abt Nicolas de Fanson (1611-1652), die de tucht in de abdij wilde herstellen, was er tegenstelling tussen de oudere religieuzen en de jongeren. In de 18e eeuw waren er vooral politieke twisten binnen de gemeenschap. 
De abdij was erg rijk, enerzijds door de inkomsten van de bedevaarders, anderzijds door een belangrijke economische activiteit. De abdij bezat rechten op ovens en molens en tienden op landbouwactiviteiten. De abdij beschikte verder over een groot bosareaal en de verkoop van hout zorgde bijna voor de helft van de inkomsten. De laatste abt Nicolas Spirlet (1760-1794) koos voor agronome en industriële vernieuwing, met ovens, gieterijen en fabrieken, maar dit liep uit op een financieel debacle en een bankroet. 
Monniken waren ook actief op het gebied van literatuur en geschiedschrijving. Robert Hickmann leefde tussen 1739 en 1787 als monnik in de abdij en was actief als natuurwetenschapper. 

## Einde
Tegen het einde van het ancien régime, onder het bestuur van abt Spirlet, was de abdij bankroet en waren haar goederen gehypothekeerd. De abdij werd in 1796 op bevel van de Fransen gesloten en abt Spirlet trok zich terug in Monschau, waar hij kort nadien overleed. De abdij en haar goederen werden in 1797 verkocht.

## Gebouwen
Van de voormalige abdij resten nog de Sint-Hubertusbasiliek en een deel van de kloostergebouwen. Het gaat om het abtenpaleis en de kloostergebouwen voor de monniken, conversen en knechten. 

### Basiliek
Op de plaats van de huidige basiliek stonden al verschillende kerken. Een romaanse kerk  brandde af op 5 juni 1130. Een eerste gotische kerk, waarvan elementen in de torens overblijven, werd in 1145 ingewijd door bisschop Henri II van Luik, maar brandde eveneens af op 20 januari 1525. Daarna werd tussen 1525 en 1564 de huidige laatgotische kerk gebouwd. Deze is relatief groot, gelet op het feit dat zij niet alleen diende voor de kloostergemeenschap, maar ook voor de ontvangst van pelgrims.

### Abtenpaleis
Links voor de kerk ligt het abtenpaleis dat tussen 1729 en 1731 werd gebouwd in classicistische stijl onder abt Célestin De Jong. Het bestaat uit drie vleugels en het binnenplein is afgesloten met een hekwerk, waarop een maankalender is weergegeven. Voor dit luxueuze paleis werd gebruik gemaakt van marmer uit Saint-Rémy (Rochefort). Op de centrale gang geven gebeeldhouwde eiken poorten, met daarop de wapens van de abten, uit. De monumentale eretrap werd voltooid in 1732 en is getooid met griffioenen, die ook voorkomen op het wapenschild van abt De Jong. 
Het paleis was niet enkel de residentie van de abt, maar herbergde ook de administratie, de bibliotheek en de archieven van de abdij. De bibliotheek was bijzonder rijk maar raakte verspreid na de opheffing van de abdij in 1796. Een honderdtal manuscripten wordt bewaard in de abdij van Maredsous maar het grootste deel raakte verspreid over openbare en privécollecties of ging verloren. Een bijzonder werk was de kroniek van de abdij, Cantatorium Sancti Huberti (11e eeuw).
Het paleis werd in 2003 gerestaureerd en is uitgeroepen tot Patrimoine Majeur de Wallonie.

### Kloostergebouwen
De kloostergebouwen, waarvan nog drie vleugels resten, werden gebouwd tussen 1635 en 1639. De vierhoek die verbonden is met de kerk was voorbehouden aan de monniken. Deze gaf uit op de binnentuin met linden. Een andere vierhoek was bestemd voor de conversen en knechten van de abdij. Later werd in deze gebouwen het internaat van het atheneum van Saint-Hubert gehuisvest.

### Poort
Achter de basiliek aan het einde van een weg ligt de poort die voorheen de toegang tot het park van de abdij was. Ze werd gebouwd in 1662 onder abt Benedictus van Lessive. Ze lag naast het kerkhof van de abdij en de kamer boven de poort deed dienst als lijkenhuis.

### Sint-Michielsoven
Nadat ijzererts was ontdekt op gronden in de nabijheid van Saint-Hubert, liet abt Nicolas Spirlet tussen 1771 en 1773 een oven met smederij, frishaarden en gieterij bouwen op de rivier Masbelette. Het ijzererts bleek echter minderwaardig en vanaf 1776 werden er enkel nog smeedijzer, haardwanden en kanonnen gemaakt. De gebouwen deden na de afschaffing van de abdij nog dienst als zaagmolen, herberg en museum (openluchtmuseum Fourneau Saint-Michel).

## Galerij

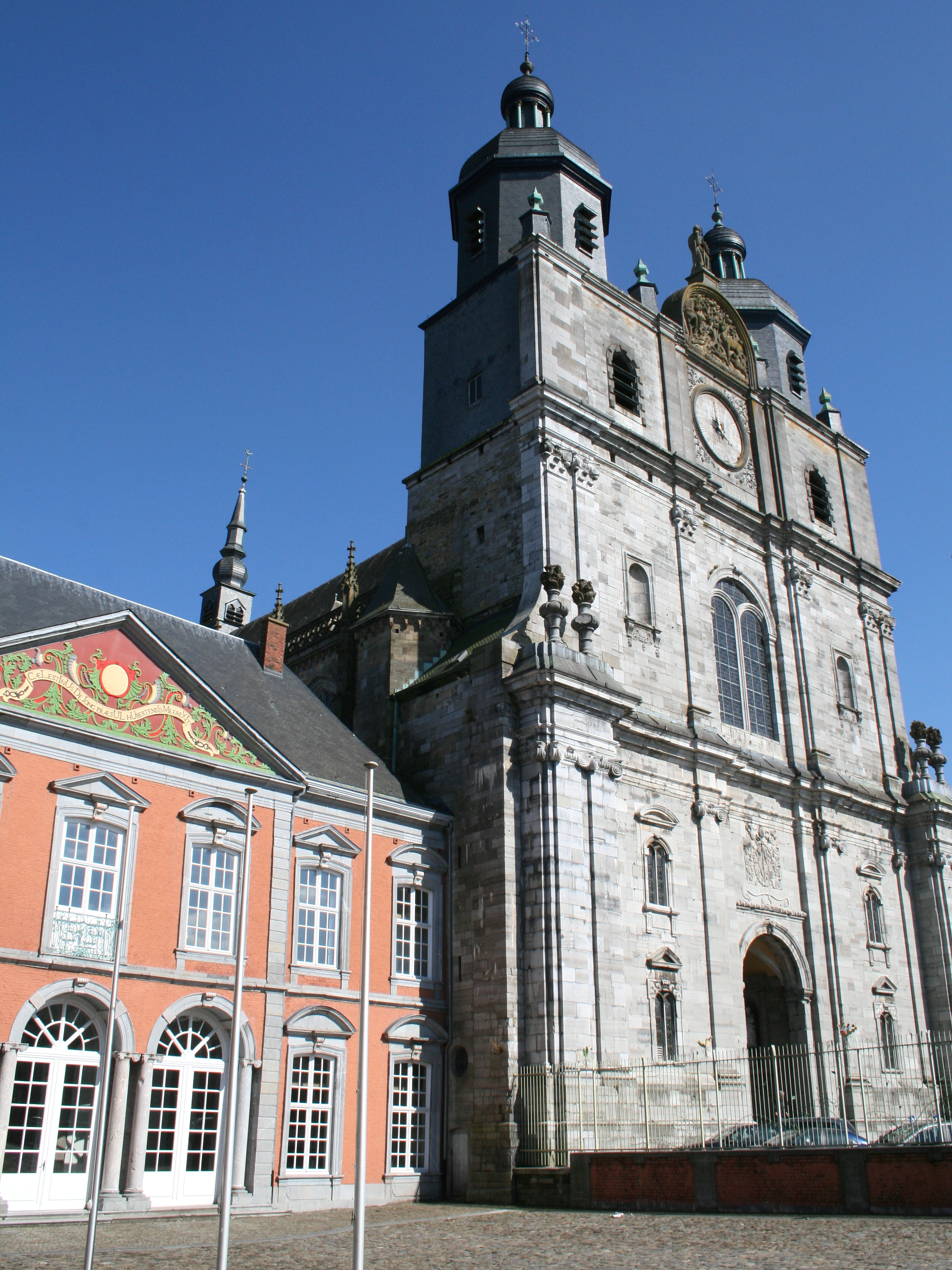
De basiliek
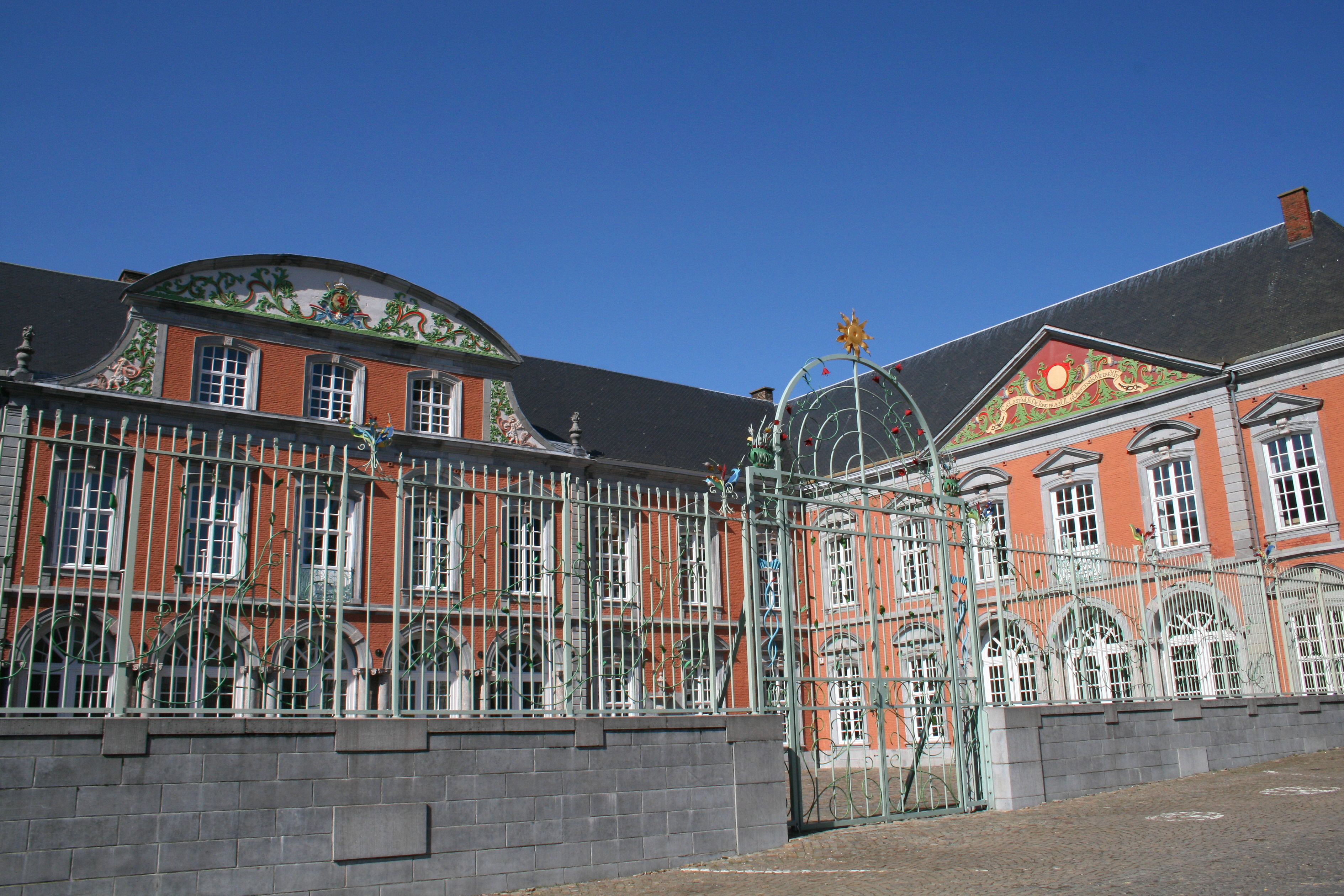
Het abtenpaleis
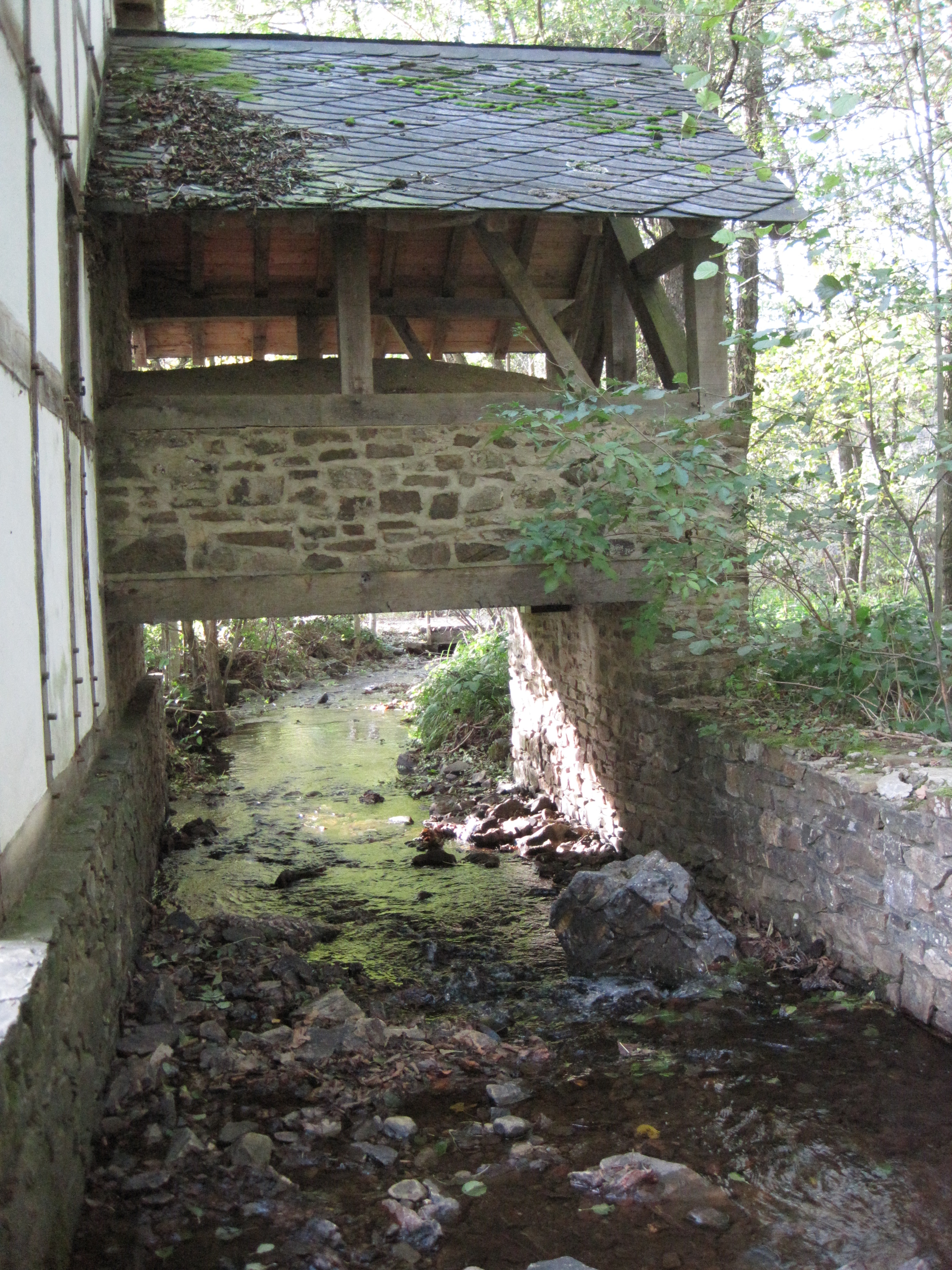
De Sint-Michielsoven
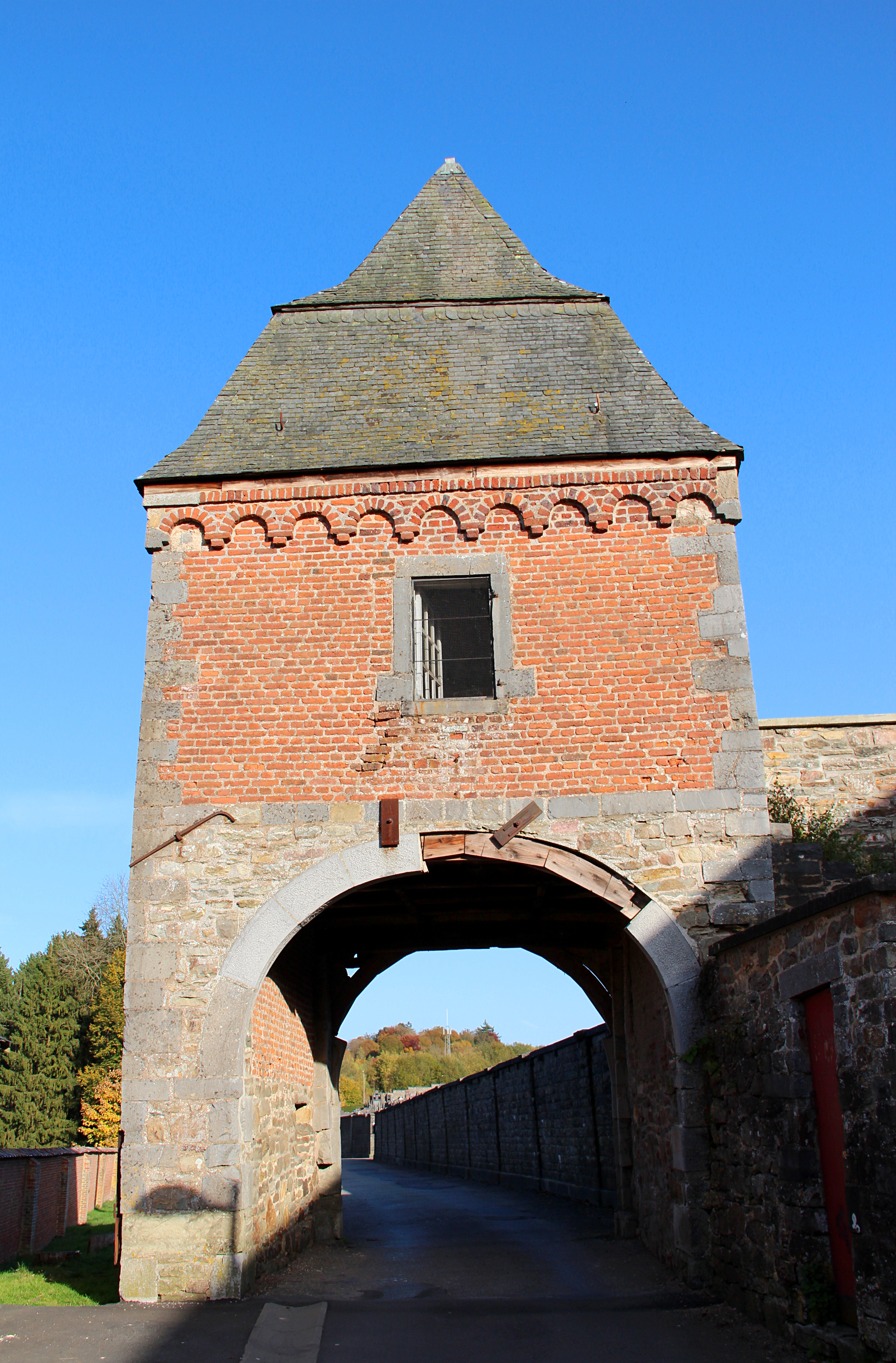
Poort